# Atlético Chalaco
Der Club Atlético Chalaco ist ein peruanischer Fußballverein aus der Stadt Callao. Der Verein gewann zwei Mal die peruanische Meisterschaft.

## Geschichte

### Gründung und Amateurzeit
Der Verein wurde am 9. Juni 1902 von jungen Studenten des Instituto Chalaco gegründet. Der erste Präsident war César Rivera, der gleichzeitig Kapitän der Mannschaft war. Ehrenpräsident wurde August Cazorla, Direktor des Instituts. Der Klub erlangte schnell die Zuneigung der Bewohner von Callao und hinterließ durch die Generationen hindurch bleibende Spuren, die zu seiner Entwicklung beitrugen. Er ist allgemein bekannt als León Porteño und Decano del Fútbol Porteño.
Am 24. September 1902 trat Atlético Chalaco erstmals an und gewann gegen Sport Victoria mit 1:0. Nach und nach etablierte man sich unter den Vereinen von Callao und begann gegen Vereine aus Lima zu spielen, was manchmal in Schlägereien endete. 1917 wurde das erste nationale Olympische Turnier ausgetragen, bei dem der Klub ungeschlagen blieb. Zu den bekanntesten Spielern der Zeit gehörten Telmo Carbajo und Claudio Martínez. Am 7. September 1924 besiegte eine Mannschaft, bestehend aus Spielern von Atlético Chalaco und Stadtrivale Unión Buenos Aires, die uruguayische Nationalmannschaft mit 1:0 in einem historischen Spiel. Zu den herausragenden Spielern dieses Spiels gehörten Enrique Álvarez, Alfonso Saldarriaga, Antonio Maquilón und weitere. 1928 wurde der Klub als erste peruanische Fußballmannschaft nach Quillota in Chile eingeladen, um den Unmut über den Pazifikkrieg zu mildern. Von acht Spielen gegen die chilenischen Hauptteams verlor die Mannschaft nur eines, und zwar gegen CSD Colo-Colo.

### Meisterschaften in den 1930er Jahren und 1940er Jahren
1930 wurde Chalaco erstmals Meister der vom 1922 gegründeten Verband FPF organisierten Primera División, nachdem er Alianza Lima in der letzten Runde mit 2:1 besiegte und als erstes Team ungeschlagen blieb. Die Aufstellung der Meistermannschaft war: Enrique Álvarez, P. Ureta, Martínez, Enrique Salas, Juan Rivero, Faustino Mustafich, José Arana, Miñán, Miguel Rostaing, Manolo Puente und Miguel Arana. 1947 wurde León Porteño nach einer großartigen Saison erneut peruanischer Meister. Unter Trainer Patuto Arana spielten unter anderem Humberto Becerra, Eliseo Moral, René Rosasco, Juan Lecca, Félix Mina und andere. 1948 wurde der Verein Vizemeister. In den 1950er Jahren erhielt das Team den Spitznamen Ballet Porteño und erreichte die Vizemeisterschaften 1957 und 1958, holte jedoch nicht den Titel in dieser Dekade.

### Aufs und Abs von 1960 bis in die 2000er Jahre
1962 geriet Atlético Chalaco in wirtschaftliche Schwierigkeiten und stieg in die zweite Liga ab, wo er bis 1965 blieb, als er in die erste Amateurliga von Callao abstieg. 1971 wurde er Meister der Liga von Callao und stieg in die zweite Liga auf. 1972 stieg der Klub unter Trainer Alberto „Toto“ Terry in die erste Liga auf. 1979 wurde Atlético Chalaco unter der Leitung vom Paraguayer César Cubilla Vizemeister und qualifizierte sich für die Copa Libertadores 1980, bei der der peruanische Klub gegen River Plate und CA Vélez Sarsfield antrat, allerdings als Gruppenletzter ausschied. 1985 stieg das Team nach einer schlechten Saison aus der ersten Liga ab. 1987 gelang es dem Klub nicht, in die erste Liga zurückzukehren, da er im Elfmeterschießen gegen Guardia Republicana verloren hatte. Danach, 1988, stieg der Atlético Chalaco sogar in die Copa Perú ab. In den letzten Jahren stellte Atlético Chalaco gute Mannschaften zusammen und erreichte die Regionalphase in der Copa Perú der Jahre 2000, 2002, 2005 und 2007. Der Verein schaffte es aber nicht, diese zu überstehen.

### Investoren
Am 15. Oktober 2003 begann ein neues Kapitel für den Klub, als das dritte Strafgericht von Callao den historischen Klub nach 20 Jahren wieder offiziell anerkannte. Im Jahr 2008 wurde Alex Kouri zum Präsidenten gewählt, investierte bedeutend in den Verein und versuchte, den Titel der Copa Perú und den Aufstieg in die erste Liga zu erreichen, scheiterte jedoch in der Regionalphase. Im Februar 2009 trat Kouri als Präsident zurück, Abelardo D’Angelo Cobos übernahm vorübergehend die Leitung.

### Finanzielle Krise und Umstrukturierung
In den Jahren 2010 bis 2016 kämpfte Atlético Chalaco mit finanziellen Problemen und schlechten sportlichen Leistungen. Der Verein konnte sich weder in der Liga Distrital de Fútbol del Callao noch in der Liga Superior des Callao behaupten und stieg 2016 in die Distriktliga ab. 2017 nahm er an keinen offiziellen Turnieren teil und begann eine Phase der Umstrukturierung, die auch 2018 andauerte. 2019 trat Atlético Chalaco wieder in der Liga Distrital de Fútbol del Callao an und erreichte den dritten Platz. 2021 übernahm ein neues Trainerteam um den ehemaligen Fußballer Omar Zegarra, und das Team nahm wieder an der Copa Perú 2021 teil, schied jedoch früh aus. 2022 startete Atlético Chalaco mit einer neuen Mannschaft erfolgreich in die Liga Distrital de Fútbol del Callao und qualifizierte sich für die Liga Departamental de Fútbol del Callao. Trotz einer starken Leistung schied der Klub jedoch in der Gruppenphase aus der Copa Perú aus.

## Erfolge
- Peruanischer Meister: 1930, 1947
- Segunda División: 1972
- Meister des Campeonato de Apertura: 1948, 1953

## Stadion
Atlético Chalaco trägt seine Heimspiele im Estadio Telmo Carbajo, das eine Kapazität von 5000 Plätzen hat, in Callao aus. Das 1927 erbaute Stadion wurde im Rahmen der Panamerikanischen Spiele 2019 in Lima in einen Sportkomplex umgewandelt. In Callao wurden die Wettbewerbe in Goalball, Taekwando und Volleyball ausgetragen.

## Rivalitäten
Atlético Chalaco spielt in den Clásicos Lima-Callao gegen Klubs aus Lima und unterhält eine besondere Rivalität zu Alianza Lima. Im Clásico Porteño trifft Chalaco auf den Stadtrivalen Sport Boys.